# Will Robson Emilio de Andrade
Will Robson Emilio de Andrade, mais conhecido como Will (São Paulo, 15 de dezembro de 1973), é um ex-futebolista brasileiro que atuava como atacante.

## Carreira
Will jogou pelo Atlético Paranaense e Remo no Brasil, antes de ir jogar no Japão. Ele passou três temporadas na segunda divisão da J. League (1998-2000) com o Oita Trinita. Em seguida, ele se transferiu para o Consadole Sapporo aonde foi, em 2001, o artilheiro da J. League com 24 gols.[carece de fontes?]
Passou a temporada seguinte, por empréstimo no Yokohama F. Marinos, clube que o demitiu após Will chutar o companheiro de time, Daisuke Oku, durante uma partida. Na outra temporada, retornou ao Oita Trinita, antes de voltar ao Consadole Sapporo para a temporada 2004. Também jogou no Wuhan Guanggu da China, antes de retornar ao Brasil,. desta vez para o América de Natal.[carece de fontes?]
Will passou mais uma temporada no exterior, desta vez no Qatar atuando no Al-Sailiya e voltou a atuar no Brasil pelo CRAC e pelo ASA, aonde encerrou sua carreira de atleta profissional.[carece de fontes?]

## Títulos

### Individuais
- Artilheiro da J. League - 2001[carece de fontes?]
- Seleção da J. League - 2001[carece de fontes?]